# Earl Butz

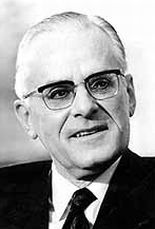
Earl Butz

Earl Lauer Butz (ur. 3 lipca 1909 w Albion, Indiana, zm. 2 lutego 2008 w West Lafayette, Indiana) – amerykański działacz państwowy, sekretarz rolnictwa w administracji Richarda Nixona i Geralda Forda.
Studiował na Purdue University w West Lafayette (Indiana), gdzie w 1932 uzyskał bakalaureat z nauk rolniczych, a w 1937 doktorat z ekonomii rolnictwa. Był m.in. wiceprezydentem Amerykańskiego Towarzystwa Ekonomiki Rolnictwa i Amerykańskiego Towarzystwa Zarządców Farm. W 1954 został mianowany przez prezydenta Dwighta Eisenhowera asystentem sekretarza rolnictwa (funkcję sekretarza pełnił w tym czasie Ezra Taft Benson) oraz przewodniczącym amerykańskiej delegacji przy Organizacji Narodów Zjednoczonych ds. Rolnictwa i Wyżywienia (FAO). W 1957 przeszedł do pracy akademickiej na macierzystej uczelni Pardue University, gdzie był m.in. dziekanem wydziału rolniczego i wiceprezydentem uniwersyteckiej fundacji badań naukowych.
W 1971 Richard Nixon powołał go w skład swojego gabinetu, powierzając tekę sekretarza ds. rolnictwa. Butz zachował stanowisko ministerialne po Watergate i po 1974 kontynuował pracę w administracji Geralda Forda. Złożył rezygnację w październiku 1976 w atmosferze skandalu, po rasistowskich i wulgarnych wypowiedziach, wygłoszonych na pokładzie samolotu, którym wracał z krajowej konwencji Partii Republikańskiej; świadkami jego wypowiedzi byli piosenkarz Pat Boone oraz były doradca prawny Białego Domu John Dean. Po dymisji Butza, który powrócił na Purdue University, funkcję sekretarza rolnictwa na ostatnie miesiące kadencji prezydenckiej Geralda Forda przejął John Knebel.
W maju 1981 Butz został uznany za winnego przestępstwa podatkowego. Skazano go początkowo na 5 lat więzienia, ostatecznie wyrok złagodzono do miesiąca pozbawienia wolności i kary grzywny.
Earl Butz był najstarszym żyjącym dawnym członkiem rządu amerykańskiego. Jego bratankiem jest Dave Butz, zawodnik futbolu amerykańskiego.